# Фјоренцуола д’Арда
Фјоренцуола д'Арда је насеље у Италији у округу Пјаченца, региону Емилија-Ромања.
Према процени из 2011. у насељу је живело 13207 становника. Насеље се налази на надморској висини од 82 м.

## Становништво
Према резултатима пописа становништва 2011. у општини је живело 14.886 становника.
| 1951.  | 1961.  | 1971.  | 1981.  | 1991.  | 2001.  | 2011.  |
| ------ | ------ | ------ | ------ | ------ | ------ | ------ |
| 11.560 | 12.904 | 14.102 | 14.113 | 13.317 | 13.339 | 14.886 |

## Партнерски градови
- Камагеј